# 중구 (대전광역시)
중구(中區)는 대전광역시의 구이다. 오류동에는 호남선 철도 서대전역이 있다. 동쪽으로는 대전천을 경계로 동구, 서쪽으로는 유등천을 경계로 서구와 접한다. 구청 소재지는 대흥동이다.

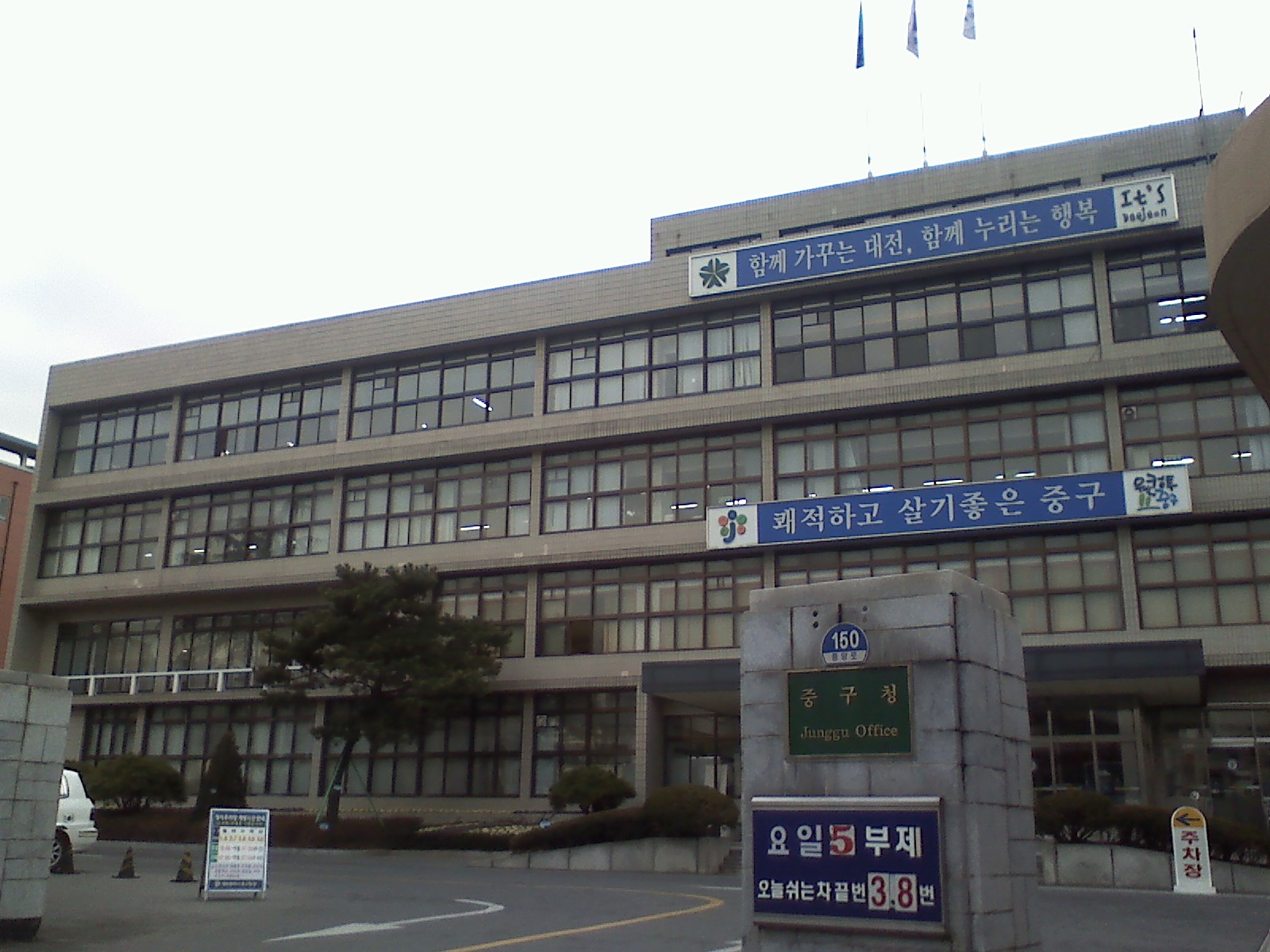
중구청의 모습

## 역사
- 1983년 2월 15일 대덕군 유성읍 일원, 구즉면 원촌리·문지리·전민리 및 용산리 일부, 탄동면 신성리·가정리·도룡리·장동리·내동리·화암리·덕진리·하기리, 기성면 관저리·도안리·가수원리, 진잠면 내동리·교촌리·대정리·용계리·학하리가 중구에 편입되었다.[2]
- 1988년 1월 1일 중구 중 복수동·안영동·도마동·정림동·변동·용문동·탄방동·삼천동·괴정동·가장동·내동·갈마동·둔산동·월평동·원내동·교촌동·대정동·용계동·학하동·계산동·가수원동·도안동·관저동·봉명동·구암동·덕명동·원신흥동·상대동·복룡동·장대동·갑동·노은동·지족동·죽동·궁동·어은동·구성동·문지동·전민동·원촌동·신성동·가정동·도룡동·장동·방현동·화암동·덕진동·하기동을 관할로 서구가 설치되었다.[3]

## 행정 구역
대전 중구의 행정 구역은 17개의 행정동과 26개의 법정동으로 구성되어 있다. 대전 중구의 면적은 62.13km2이며, 인구는 2021년 5월말 기준으로 107,418세대, 233,067명이다.

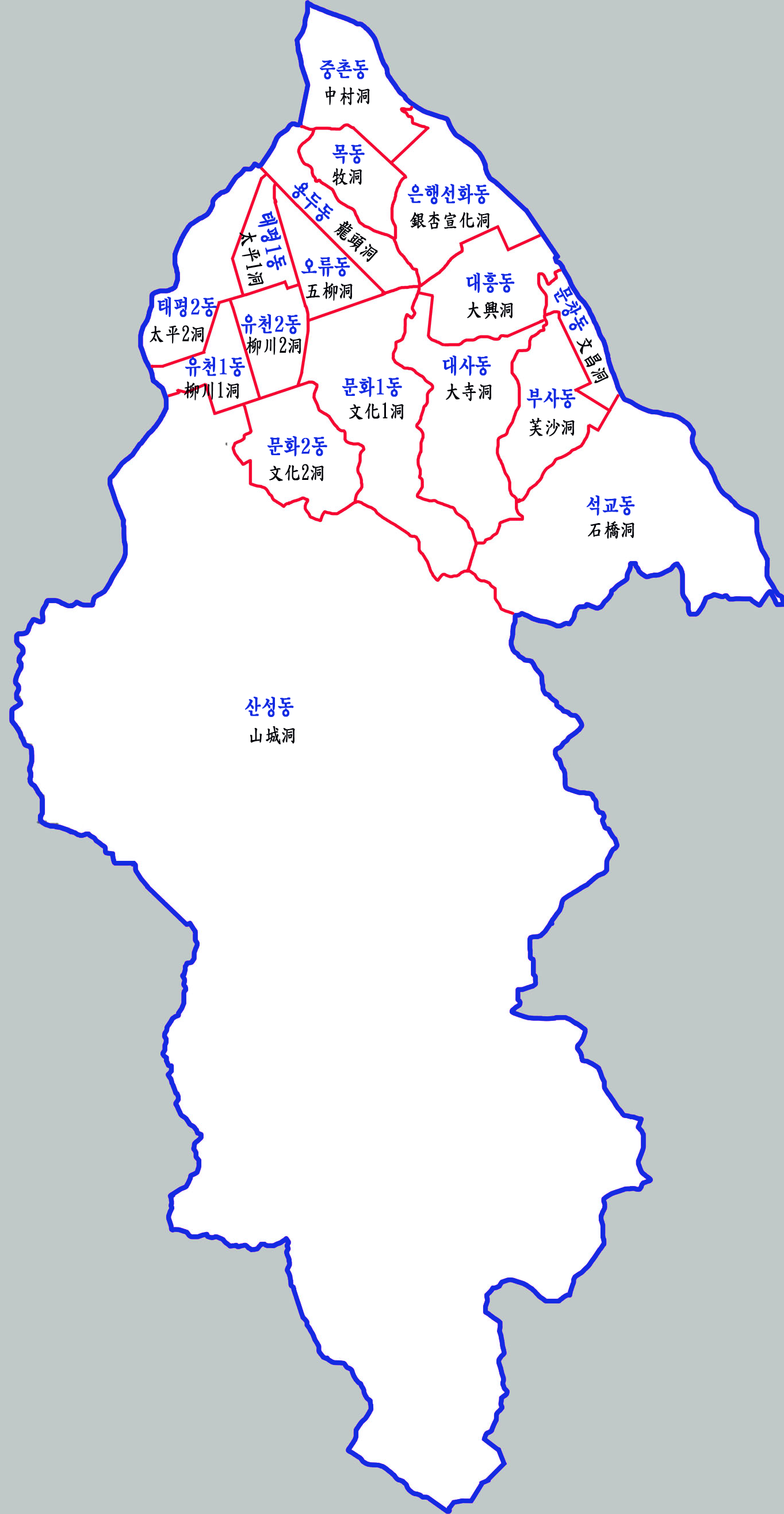
도심부 행정구역

| 행정동     | 한자       | 면적 (km2) | 세대    | 인구 (명) |
| ---------- | ---------- | ---------- | ------- | --------- |
| 은행선화동 | 銀杏宣化洞 | 1.48       | 9,293   | 15,854    |
| 목동       | 牧洞       | 0.70       | 4,929   | 14,552    |
| 중촌동     | 中村洞     | 1.20       | 6,242   | 13,080    |
| 대흥동     | 大興洞     | 1.20       | 7,393   | 13,903    |
| 문창동     | 文昌洞     | 0.46       | 2,605   | 4,706     |
| 석교동     | 石橋洞     | 4.32       | 7,708   | 15,788    |
| 대사동     | 大寺洞     | 2.02       | 3,224   | 5,487     |
| 부사동     | 芙沙洞     | 1.14       | 3,418   | 6,649     |
| 용두동     | 龍頭洞     | 0.80       | 5,102   | 9,531     |
| 오류동     | 五柳洞     | 0.66       | 4,895   | 10,595    |
| 태평1동    | 太平1洞    | 0.70       | 5,241   | 13,492    |
| 태평2동    | 太平2洞    | 1.00       | 9,662   | 26,078    |
| 유천1동    | 柳川1洞    | 0.60       | 3,649   | 6,587     |
| 유천2동    | 柳川2洞    | 0.70       | 6,377   | 13,782    |
| 문화1동    | 文化1洞    | 2.17       | 8,808   | 22,630    |
| 문화2동    | 文化2洞    | 1.46       | 6,089   | 12,785    |
| 산성동     | 山城洞     | 41.52      | 12,783  | 27,568    |
| 중구       | 中區       | 62.13      | 107,418 | 233,067   |

## 인구
| 연도   | 총인구(명) |
| ------ | ---------- |
| 1990년 | 293,629    |
| 1995년 | 265,804    |
| 2000년 | 253,673    |
| 2005년 | 255,565    |
| 2010년 | 254,577    |
| 2015년 | 250,434    |

## 교통

### 지하철

#### ●대전 도시철도 1호선
중앙로- 중구청 - 서대전네거리 - 오룡

### 철도

#### 호남선
서대전역

## 상업
대전 원도심의 번화가인 으능정이거리(은행동)가 위치하고, 홈플러스 문화점이 위치한다.
전통시장으로는 문창, 태평, 유천, 용두, 산성시장 등이 위치하고 있다.

## 교육
- 국공립대학교

|  | - 충남대학교 (의과대학, 간호대학, 보건·바이오산업기술 대학원) |

- 사립대학교

|  | - 을지대학교 |

- 사립전문대학

|  | - 대전시민대학 |

- 대학원대학교

|  | - 건신대학원대학교 |

- 고등학교

|  | - 대전고등학교 - 호수돈여자고등학교 - 청란여자고등학교 - 대전한빛고등학교 - 대전중앙고등학교 - 대전성모여자고등학교 - 대전동산고등학교 | - 대전대성고등학교 - 남대전고등학교 - 충남여자고등학교 - 대전신일여자고등학교 - 대전여자상업고등학교 - 대전국제통상고등학교 - 충남기계공업고등학교 |

## 구청
- 현재 대전 중구청은 대전광역시 중구 대흥동에 위치하고 있다.